# Finote Selam
Finote Selam  (parfois transcrit Fenote Selam, anciennement Wojet) est une ville et un woreda de l'ouest de l'Éthiopie. C'est le centre administratif de la zone Mirab Godjam de la région Amhara. Elle compte 25 913 habitants en 2007.

## Situation
Finote Selam se trouve autour de 1 900 mètres d'altitude, à environ 380 km au nord-ouest d'Addis-Abeba et 170 km au sud de Baher Dar par la route.

## Histoire
La ville est connue sous le nom de « Wojet » jusqu'à ce que Haïlé Sélassié Ier la rebaptise « Finote Selam » à l'époque de l'invasion italienne[réf. souhaitée].
Avant la mise en place des régions en 1995, Finote Selam est la capitale de l'awraja Kole Dega Damot dans la province du Godjam.
Elle est depuis 1995 le centre administratif de la zone Mirab Godjam de la région Amhara.
Elle se sépare du woreda Jabi Tehnan à partir du recensement de 2007 et constitue depuis lors un woreda urbain enclavé dans le woreda Jabi Tehnan majoritairement rural.

## Démographie
D'après le recensement national de 2007 réalisé par l'Agence centrale de la statistique (Éthiopie), Finote Selam compte 25 913 habitants et toute sa population est urbaine,.
La plupart des habitants (96 %) sont orthodoxes et 3 % sont musulmans.
Début 2022, la population est estimée, par projection des taux de 2007, à 30 256 personnes.